# Parador de Chinchón
El parador de Chinchón es un establecimiento hotelero de 4 estrellas, perteneciente a la empresa pública española Paradores de Turismo, situado sobre un antiguo monasterio de agustinos denominado Nuestra Señora del Paraíso, en la localidad de Chinchón de la Comunidad de Madrid, España.

## Historia

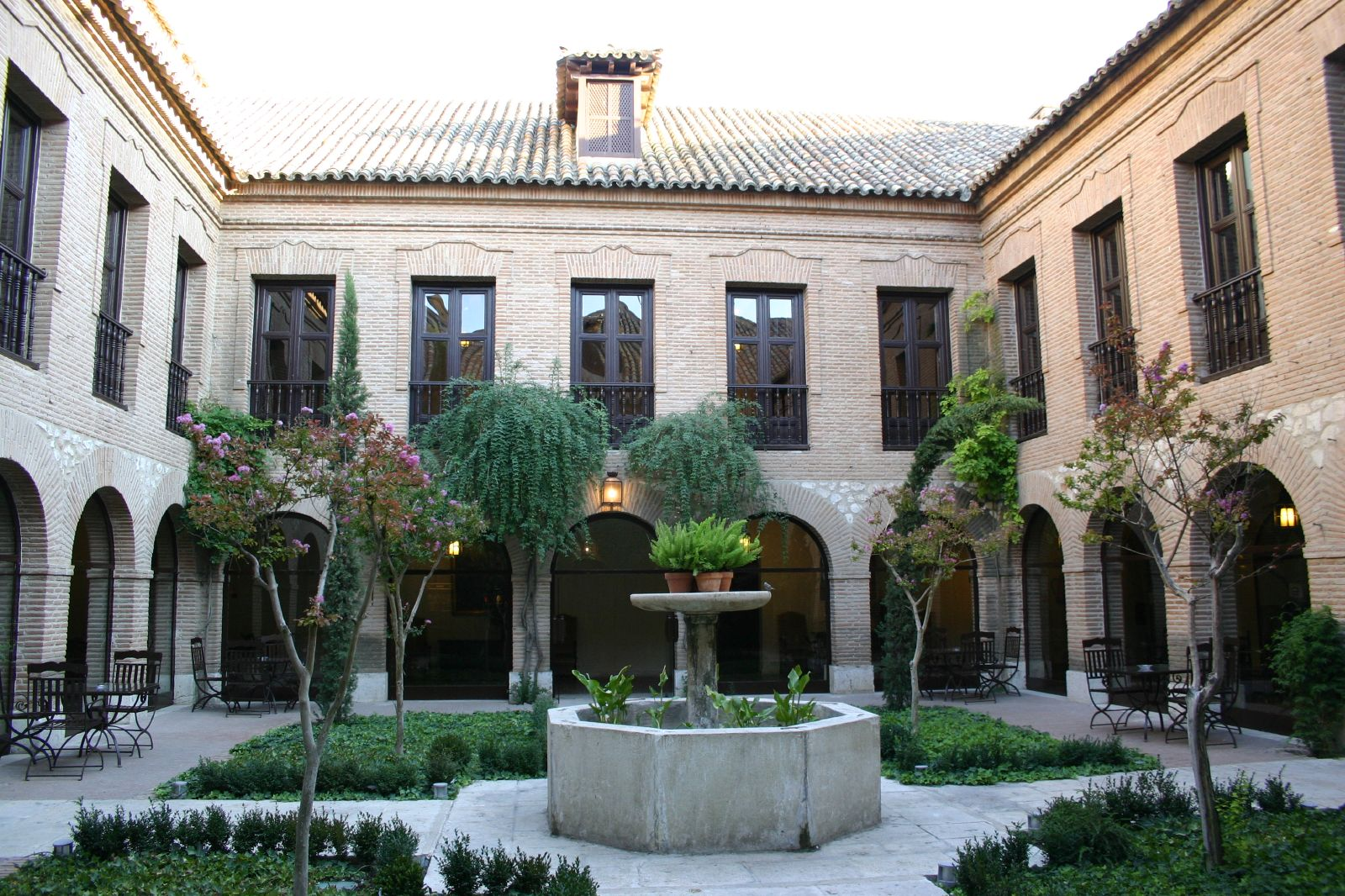
Interior del Parador de Chinchón, patio sobre el antiguo claustro.

Fue fundado en el siglo XV por Andrés de Cabrera y Beatriz de Bobadilla. El palacio, sin embargo, quedó abandonado en 1626. 
En el monasterio se alojó el archiduque Carlos de Austria, aspirante al trono español en la Guerra de Sucesión (1700-1714).
Funcionó durante los siglos XVIII-XIX como centro de formación humanista y, tras la desamortización de 1842, como juzgado y prisión.
En el siglo XX se establecieron los juzgados de Instrucción y Comarcal. Tras un proceso de restauración, se transformó en el Parador actual en 1982 por el arquitecto Juan Palazuelo de la Peña.

## Descripción
El edificio del Parador es un gran edificio de ladrillo castellano y toques mudéjares, de la arquitectura religiosa propia del siglo XVI. Cuenta con varios jardines y una huerta, recuerdo del pasado monástico. El claustro, hoy en día acristalado, acoge un colección de arte religioso del siglo XVIII. 